# San Jerónimo Nuchita
San Jerónimo Nuchita är en ort i Mexiko.   Den ligger i kommunen San Lorenzo Victoria och delstaten Oaxaca, i den sydöstra delen av landet, 230 km sydost om huvudstaden Mexico City. San Jerónimo Nuchita ligger 1 206 meter över havet och antalet invånare är 501.
Terrängen runt San Jerónimo Nuchita är huvudsakligen kuperad. San Jerónimo Nuchita ligger nere i en dal. Runt San Jerónimo Nuchita är det ganska glesbefolkat, med 34 invånare per kvadratkilometer. Närmaste större samhälle är San Sebastián del Monte, 8,5 km nordost om San Jerónimo Nuchita. I omgivningarna runt San Jerónimo Nuchita växer huvudsakligen savannskog.